# Romuald Szeremietiew
Romuald Szeremietiew (ur. 25 października 1945 w Olmontach) – polski polityk, publicysta, doktor habilitowany nauk wojskowych, nauczyciel akademicki, m.in. profesor nadzwyczajny Akademii Obrony Narodowej i Akademii Sztuki Wojennej, poseł na Sejm III kadencji, były wiceminister i p.o. ministra obrony narodowej.

## Życiorys

### Młodość i rodzina
Syn Mikołaja i Ireny z domu Lubowickiej. Jego ojciec był oficerem 1 Armii WP. Został uwięziony przez funkcjonariuszy NKWD i wywieziony do ZSRR, skąd nie powrócił.
Ukończył zasadniczą szkołę zawodową w Legnicy, po czym podjął pracę jako wykwalifikowany robotnik. W latach 1965–1967 odbywał zasadniczą służbę wojskową, podczas której ukończył podoficerską szkołę wojsk łączności w Strzegomiu, w międzyczasie zdał maturę w liceum ogólnokształcącym dla pracujących w Legnicy.

### Wykształcenie i działalność zawodowa
W 1972 ukończył studia na Wydziale Prawa Uniwersytetu Wrocławskiego. Doktorat na podstawie pracy Kierowanie obronnością Rzeczypospolitej Polskiej obronił w 1995 na Wydziale Strategiczno-Obronnym w Akademii Obrony Narodowej; stopień doktora habilitowanego (w oparciu o dorobek naukowy i rozprawę O bezpieczeństwie Polski w XX wieku) uzyskał sześć lat później na tym samym wydziale. Od lat 90. pracował na AON, był również zatrudniony w Krakowskiej Szkole Wyższej im. Andrzeja Frycza Modrzewskiego.
W październiku 2008 został profesorem i kierownikiem katedry prawa na Wydziale Zamiejscowym Prawa i Nauk o Społeczeństwie Katolickiego Uniwersytetu Lubelskiego w Stalowej Woli, a w październiku 2010 dziekanem tego Wydziału. Następnie objął stanowisko profesora nadzwyczajnego w Instytucie Strategii Akademii Obrony Narodowej, później był profesorem nadzwyczajnym w Akademii Sztuki Wojennej. W październiku 2017 ogłosił odejście z uczelni, nie chcąc pracować w instytucji podległej ministrowi obrony narodowej Antoniemu Macierewiczowi.

### Działalność polityczna
W 1968 uczestnik protestów studenckich, pobity przez funkcjonariuszy MO podczas demonstracji w Legnicy. Od 1966 do 1970 członek Stronnictwa Demokratycznego. W latach 1973–1976 należał do Stowarzyszenia „Pax”. Jednocześnie działał w organizacjach opozycyjnych, poczynając od konspiracyjnego „Ruchu”. W 1976 należał do założycieli ROPCiO. W 1979 był jednym ze współzałożycieli Konfederacji Polski Niepodległej, z której odszedł w 1985, zakładając Polską Partię Niepodległościową. Od 1981 do 1984 był pozbawiony wolności za prowadzoną działalność opozycyjną, zwolnienie uzyskał na mocy amnestii.
W rządzie Jana Olszewskiego został mianowany (w 1992) wiceministrem obrony, od maja do czerwca tego samego roku tymczasowo kierował resortem po urlopowaniu Jana Parysa. Należał do współzałożycieli Ruchu dla Rzeczypospolitej organizowanego przez byłego premiera. W grudniu 1993 kongres RdR wybrał go stosunkiem głosów 106:100 na przewodniczącego tej partii, co doprowadziło do wewnętrznego rozłamu i funkcjonowania dwóch ugrupowań pod nazwą RdR (partia Romualda Szeremietiewa działała później jako Ruch dla Rzeczypospolitej – Obóz Patriotyczny).
W latach 1997–2001 z ramienia Akcji Wyborczej Solidarność sprawował mandat posła na Sejm III kadencji, wybranego w okręgu radomskim. Pod koniec kadencji był posłem niezrzeszonym. Należał do FOChD i z jego ramienia bez powodzenia kandydował w 2001 do Senatu.
W rządzie Jerzego Buzka pełnił ponownie stanowisko wiceministra obrony. Został zawieszony, a następnie odwołany z tej funkcji m.in. na skutek publikacji Anny Marszałek i Bertolda Kittela w „Rzeczpospolitej” zarzucającej mu korupcję. Proces w tej sprawie trwał od 2005. 24 października 2008 sąd I instancji uniewinnił go od głównych zarzutów: korupcji oraz zarzutu przekroczenia uprawnień i działania na szkodę interesu publicznego. Sąd umorzył też postępowanie co do przekroczenia uprawnień w związku z przedawnieniem oraz skazał na grzywnę za bezprawne ujawnienie swojemu asystentowi, Zbigniewowi Farmusowi, tajemnicy państwowej. Ostatecznie 8 listopada 2010 Romuald Szeremietiew został także uniewinniony od zarzutu bezprawnego ujawnienia tajemnicy państwowej.
W 2010 ubiegał się o urząd prezydenta Warszawy jako kandydat niezależny. Zajął 5. miejsce spośród 11 kandydatów, uzyskując 2,16% głosów. Rok później kandydował w wyborach do Senatu w jednym z okręgów województwa podkarpackiego, uzyskując 7579 głosów i zajmując wśród 6 kandydatów 4. miejsce.
W listopadzie 2014 objął kierownictwo Biura Inicjatyw Obronnych przy Akademii Obrony Narodowej. Na to stanowisko został powołany przez ministra obrony narodowej Tomasza Siemoniaka. Zasiadał również we władzach Fundacji Byłych Żołnierzy Jednostek Specjalnych GROM. Należał także do Stowarzyszenia KoLiber.
We wrześniu 2015 przystąpił do Polski Razem, a w listopadzie 2017 zasiadł w zarządzie powstałej z jej przekształcenia partii Porozumienie. W czerwcu 2021 przeszedł do Partii Republikańskiej, która w grudniu 2023 uległa rozwiązaniu.
Wszedł w skład komitetu wspierającego kandydaturę Karola Nawrockiego na prezydenta RP w wyborach w 2025.

## Odznaczenia
- Krzyż Wielki Orderu Odrodzenia Polski – 2017[18][19]
- Krzyż Kawalerski Orderu Odrodzenia Polski – 1990 (nadany przez prezydenta RP na uchodźstwie)[20]

## Publikacje
- Polityka jest sztuką możliwości, tom 1. i 2., Przedświt, Warszawa 1989.
- Czy mogliśmy przetrwać: Polska a Niemcy w latach 1918–1939, Bellona, Warszawa 1994, ISBN 83-11-08314-2.
- Wizja parlamentu w nowej konstytucji Rzeczypospolitej Polskiej, Wydawnictwo Sejmowe, Warszawa 1994, ISBN 83-7059-130-2.
- Strategia narodowego bezpieczeństwa, Bellona, Warszawa 2000, ISBN 83-11-09132-3.
- Siła złego... Niemcy-Polska-Rosja, Oficyna Wydawnicza Rytm, Warszawa 2015, ISBN 978-83-73-99657-1.